# Rue Conté
La rue Conté est une rue du 3e arrondissement de Paris, en France.

## Situation et accès
Cette rue est située dans le quartier des Arts-et-Métiers sur le terrain de l'ancienne prieuré Saint-Martin-des-Champs.
Elle débute au niveau du 57, rue de Turbigo et du 1, rue Montpensier et se termine au 4, rue Vaucanson.
La rue se termine devant le campus principal du conservatoire national des arts et métiers, et longe son annexe (anciennement École centrale des arts et manufactures) qui occupe le côté nord de la rue sur toute sa longueur.
Ce site est desservi par la station de métro Arts et Métiers.

## Origine du nom
Elle porte son nom après le peintre, physicien et chimiste français Nicolas-Jacques Conté (1755-1805), un des fondateurs du Conservatoire national des arts et métiers.

## Historique
La voie est ouverte et porte son nom actuel en 1817 dans le cadre du développement du marché Saint-Martin, au même moment que les rues Ferdinand-Berthoud (aujourd'hui disparue), Borda, Montgolfier et Vaucanson. Son ouverture a nécessité la suppression de la place ainsi que de la rue Saint-Vannes.

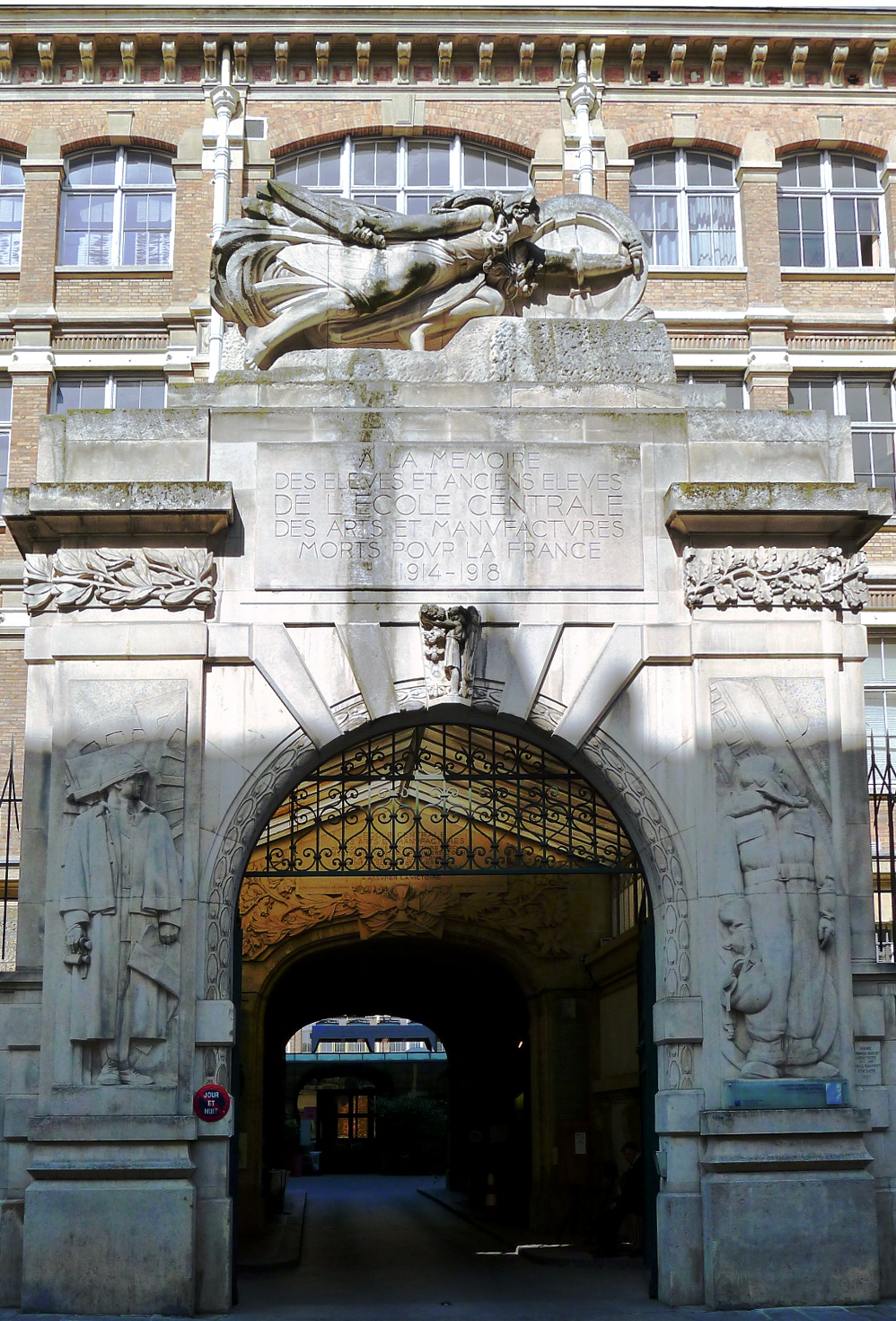
Monument à la gloire des élèves de l'ancienne École centrale tués à la guerre de 1914-1918.

## Pour approfondir